# Der Sohn des Django
Der Sohn des Django (auf DVD: Fahr zur Hölle, Django; Originaltitel: Il figlio di Django) ist ein Italo-Western von Osvaldo Civirani aus dem Jahr 1967.

## Handlung
Als Kind erlebt Jeff Tracey den Mord an seinem Vater Django mit, dem feige in den Rücken geschossen wird. Viele Jahre später befindet er sich in Gesellschaft der beiden Pistoleros Logan und Four Aces und auf dem Weg nach Topeka City, wo die beiden Revolverhelden von Thompson engagiert wurden, um die Stadt von den Missetaten der Gangsterbosses Clay und seiner Leute zu erlösen. Unter diesen seinen Leuten entdeckt Jeff Thompsons besten Mann, der für den Tod seines Vaters verantwortlich ist. Nach vielen Verwicklungen und Missverständnissen – lange hält Tracey Thompson selbst für den Übeltäter und den Hintermann der Unruhen in Topeka – können Tracey, Logan und Four Aces den Mann aus dem Weg räumen. Müde von allem Hass und Blutvergießen widmet sich Tracey nun unter Anleitung des Dorfgeistlichen Father Fleming, der ihn die ganze Zeit mit Rat und Tat zur Seite stand, zukünftig christlichen Werten.

## Kritiken
Die Kritiken waren recht freundlich und sahen einen „(i)talienische(n) Serienwestern, weniger brutal als das Gros der Gattung.“) bzw. „(e)ine solide Vendettageschichte, spannend und schnörkellos gestaltet“.
Ulrich Bruckner vermerkt in seinem umfassenden Werk zum Genre: „Civiranis erster und bester Italo-Western, unterlegt mit einem melodiösen Umiliani-Score“
Weniger wohlwollend urteilt dagegen der Evangelische Film-Beobachter: „Mittelmäßiger Italo-Western in düsteren Farben. […] Die Dutzendgeschichte gewinnt auch nicht durch den zum Pfarrer reformierten Revolverhelden, dem das Drehbuch zu wenig Profil verleiht.“